# فورموسا
فورموسا (به اسپانیایی: Formosa) شهری در کشور آرژانتین، استان فورموسا است که در سال ۲۰۰۹ میلادی، حدود ۲۲۹٬۰۰۰ نفر جمعیت داشته است.

## نگارخانه

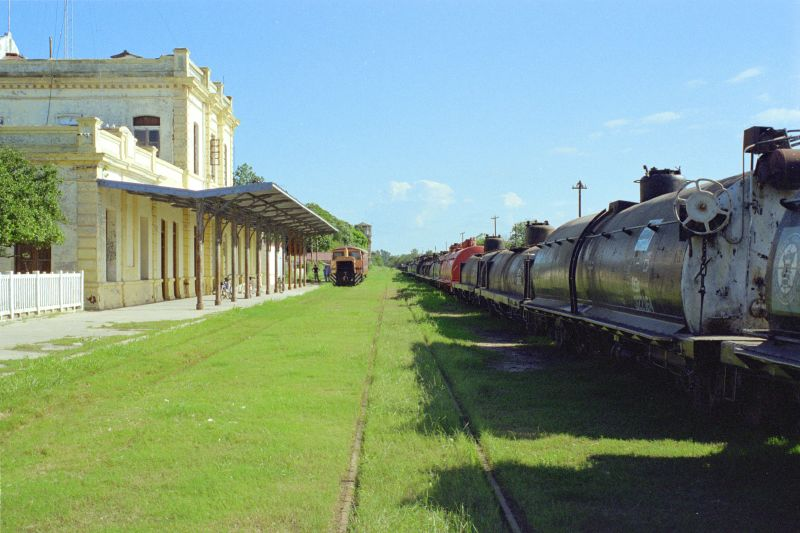
The former railway station, today city hall
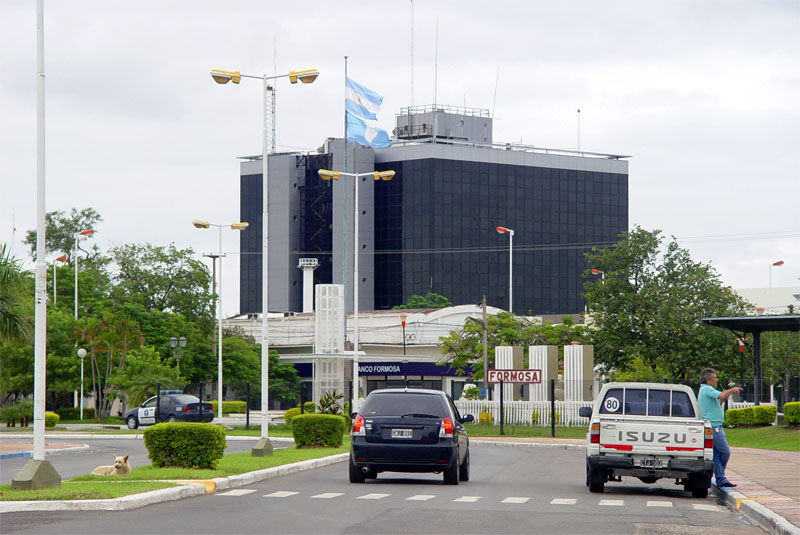
Provincial Government building
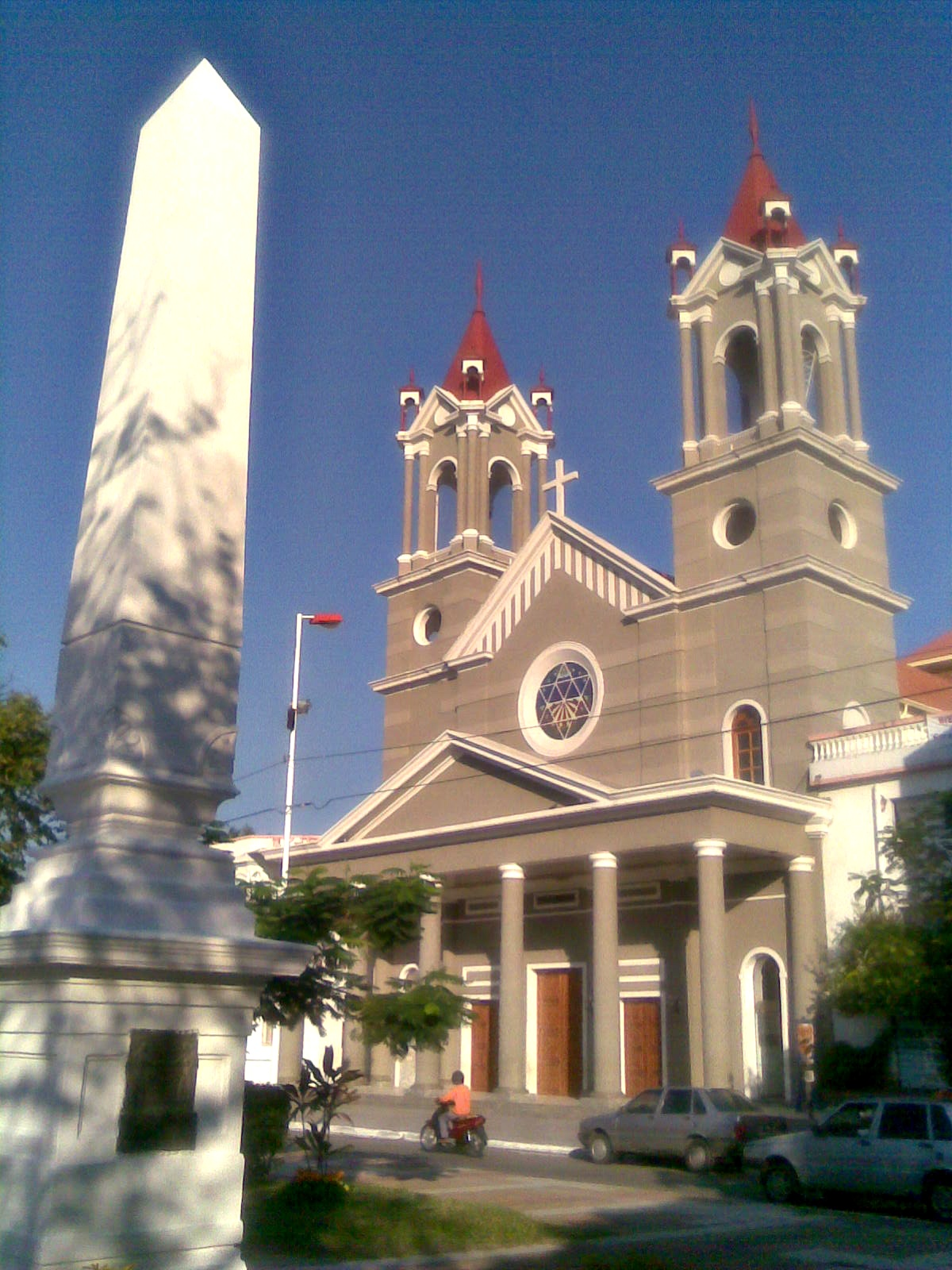
Cathedral of Our Lady of Carmen
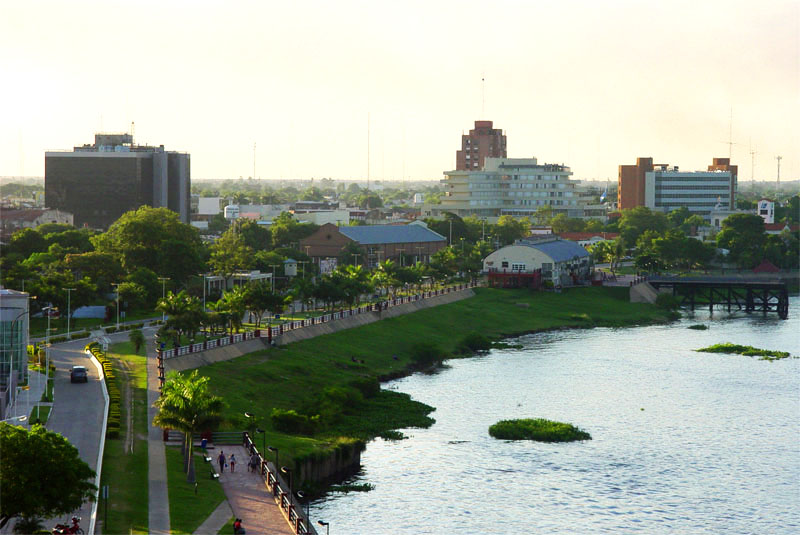
Riverwalk